# Mengzhou
Mengzhou (孟州 ; pinyin : Mèngzhōu) est une ville de la province du Henan en Chine. C'est une ville-district placée sous la juridiction administrative de la ville-préfecture de Jiaozuo.

## Démographie
La population du district était de 341 190 habitants en 1999.